# Brian Bedford
Pour les articles homonymes, voir Bedford.
Brian Bedford est un acteur de cinéma et de théâtre britannique né le 16 février 1935 à Morley dans le Yorkshire de l'Ouest au Royaume-Uni
et mort le 13 janvier 2016 à Santa Barbara (États-Unis).

## Filmographie
- 1957 : Miracle in Soho, Johnny
- 1960 : Le Silence de la colère, Eddie
- 1961 : Traitor in a Steel Helmet, lui-même
- 1963 : The Punch and Judy Man, 1er Escort
- 1965 : The Holy Terror, Billy Sims
- 1966 : The Pad and How to Use It, Bob Handman
- 1966 : Grand Prix, Scott Stoddard
- 1973 : Robin des Bois, Robin des Bois
- 1995 : Nixon, Clyde Tolson
- 2002 : Mr. St. Nick, Jasper
- 2004 : A Christmas Carol, Mr. Fezziwig
- 2011 : L'Importance d'être Constant, Lady Bracknell